# 100 mètres haies aux championnats du monde d'athlétisme 2022
Pour des articles plus généraux, voir Championnats du monde d'athlétisme 2022 et 100 mètres haies aux championnats du monde d'athlétisme.
Navigation
Doha 2019 Budapest 2023
L'épreuve du 100 mètres haies des championnats du monde de 2022 se déroule les 23 et 24 juillet 2022 au sein du stade Hayward Field à Eugene, aux États-Unis.

## Mimimas de qualification
Le minima de qualification est fixé à 12 s 84, la période de qualification est comprise entre le 27 juin 2021 et le 26 juin 2022.

## Résultats

### Finale
Le vent de + 2,5 m/s est supérieur à la limite autorisée. Le temps de 12 s 06 établi par Tobi Amusan n'est pas homologué
| Rang               | Athlète               | Pays        | Temps   | Notes |
| ------------------ | --------------------- | ----------- | ------- | ----- |
| Médaille d'or      | Tobi Amusan           | Nigeria     | 12 s 06 |       |
| Médaille d'argent  | Britany Anderson      | Jamaïque    | 12 s 23 |       |
| Médaille de bronze | Jasmine Camacho-Quinn | Porto Rico  | 12 s 23 |       |
| 4                  | Alia Armstrong        | États-Unis  | 12 s 31 |       |
| 5                  | Cindy Sember          | Royaume-Uni | 12 s 38 |       |
| 6                  | Danielle Williams     | Jamaïque    | 12 s 44 |       |
| 7                  | Devynne Charlton      | Bahamas     | 12 s 53 |       |
|                    | Kendra Harrison       | États-Unis  |         | DQ    |

### Demi-finales
Les 2 premières de chaque série (Q) et les 2 meilleurs temps (q) se qualifient pour la finale. La Nigériane Tobi Amusan bat le record du monde.
| Rang | Série | Athlète               | Pays           | Temps        | Notes |
| ---- | ----- | --------------------- | -------------- | ------------ | ----- |
| 1    | 1     | Tobi Amusan           | Nigeria        | 12.12        | Q, WR |
| 2    | 1     | Kendra Harrison       | États-Unis     | 12.27        | Q, SB |
| 3    | 3     | Britany Anderson      | Jamaïque       | 12.31        | Q, NR |
| 4    | 3     | Jasmine Camacho-Quinn | Porto Rico     | 12.32        | Q, SB |
| 5    | 1     | Danielle Williams     | Jamaïque       | 12.41        | q, SB |
| 6    | 2     | Alia Armstrong        | États-Unis     | 12.43        | Q, PB |
| 7    | 2     | Devynne Charlton      | Bahamas        | 12.46        | Q, NR |
| 8    | 1     | Cindy Sember          | Royaume-Uni    | 12.50        | q, NR |
| 9    | 2     | Megan Tapper          | Jamaïque       | 12.52        | PB    |
| 10   | 2     | Pia Skrzyszowska      | Pologne        | 12.62        | =PB   |
| 11   | 1     | Michelle Jenneke      | Australie      | 12.66 (.656) | PB    |
| 12   | 3     | Nadine Visser         | Pays-Bas       | 12.66 (.659) | SB    |
| 13   | 1     | Ditaji Kambundji      | Suisse         | 12.70        | PB    |
| 14   | 3     | Michelle Harrison     | Canada         | 12.74        | PB    |
| 15   | 1     | Andrea Vargas         | Costa Rica     | 12.82 (.812) | SB    |
| 16   | 1     | Mako Fukube           | Japon          | 12.82 (.820) | NR    |
| 17   | 3     | Sarah Lavin           | Irlande        | 12.87        |       |
| 18   | 3     | Laëticia Bapté        | France         | 12.93 (.926) |       |
| 19   | 2     | Marione Fourie        | Afrique du Sud | 12.93 (.927) | =PB   |
| 20   | 3     | Noemi Zbären          | Suisse         | 12.94        | SB    |
| 21   | 2     | Masumi Aoki           | Japon          | 13.04        |       |
| 22   | 2     | Mette Graversgaard    | Danemark       | 13.05        |       |
| 23   | 3     | Reetta Hurske         | Finlande       | 13.15        |       |
| 24   | 2     | Celeste Mucci         | Australie      |              | DQ    |

### Séries
Les 3 premières de chaque série (Q) et les 6 meilleurs temps (q) se qualifient pour les demi-finales.
| Rang | Série | Athlète               | Pays           | Temps | Notes |
| ---- | ----- | --------------------- | -------------- | ----- | ----- |
| 1    | 3     | Tobi Amusan           | Nigeria        | 12.40 | Q, AR |
| 2    | 5     | Alia Armstrong        | États-Unis     | 12.48 | Q     |
| 3    | 2     | Jasmine Camacho-Quinn | Porto Rico     | 12.52 | Q     |
| 4    | 1     | Britany Anderson      | Jamaïque       | 12.59 | Q     |
| 5    | 6     | Kendra Harrison       | États-Unis     | 12.60 | Q     |
| 6    | 6     | Cindy Sember          | Royaume-Uni    | 12.67 | Q     |
| 7    | 2     | Devynne Charlton      | Bahamas        | 12.69 | Q     |
| 8    | 4     | Pia Skrzyszowska      | Pologne        | 12.70 | Q     |
| 9    | 5     | Megan Tapper          | Jamaïque       | 12.73 | Q     |
| 10   | 4     | Nadine Visser         | Pays-Bas       | 12.76 | Q     |
| 11   | 6     | Michelle Jenneke      | Australie      | 12.84 | Q, SB |
| 12   | 3     | Danielle Williams     | Jamaïque       | 12.87 | Q     |
| 13   | 5     | Marione Fourie        | Afrique du Sud | 12.94 | Q     |
| 14   | 1     | Michelle Harrison     | Canada         | 12.95 | Q     |
| 15   | 5     | Mako Fukube           | Japon          | 12.96 | q     |
| 16   | 3     | Sarah Lavin           | Irlande        | 12.99 | Q     |
| 17   | 2     | Noemi Zbären          | Suisse         | 13.00 | Q     |
| 18   | 3     | Celeste Mucci         | Australie      | 13.01 | q     |
| 19   | 5     | Laëticia Bapté        | France         | 13.03 | q     |
| 20   | 1     | Mette Graversgaard    | Danemark       | 13.04 | Q     |
| 21   | 6     | Reetta Hurske         | États-Unis     | 13.09 | q     |
| 22   | 6     | Masumi Aoki           | Japon          | 13.12 | q     |
| 23   | 3     | Ditaji Kambundji      | Suisse         | 13.12 | q     |
| 24   | 6     | Yoveinny Mota         | Venezuela      | 13.12 |       |
| 25   | 3     | Ebony Morrison        | Liberia        | 13.12 |       |
| 26   | 4     | Andrea Vargas         | Costa Rica     | 13.12 | Q     |
| 27   | 4     | Paola Vazquez         | Porto Rico     | 13.13 |       |
| 28   | 2     | Cyréna Samba-Mayela   | France         | 13.15 |       |
| 29   | 6     | Elisa Di Lazzaro      | Italie         | 13.16 |       |
| 30   | 1     | Greisys Roble         | Cuba           | 13.24 |       |
| 31   | 1     | Anne Zagré            | Belgique       | 13.25 |       |
| 32   | 2     | Klaudia Siciarz       | Pologne        | 13.27 |       |
| 33   | 4     | Helena Jiranová       | Tchéquie       | 13.37 |       |
| 34   | 2     | Zoë Sedney            | Pays-Bas       | 13.38 |       |
| 35   | 3     | Sidonie Fiadanantsoa  | Madagascar     | 13.57 |       |
| 36   | 1     | Naomi Akakpo          | Togo           | 13.64 |       |
| 37   | 2     | Ketiley Batista       | Brésil         | 14.22 |       |
|      | 5     | Mulern Jean           | Haïti          |       | DNF   |
|      | 1     | Nia Ali               | États-Unis     |       | DQ    |
|      | 4     | Liz Clay              | Australie      |       | DQ    |
|      | 4     | Alaysha Johnson       | États-Unis     |       | DQ    |

## Légende
Records et Performances
- AR : Record continental (area record)
- CR : Record des championnats (championship record)
- MR : Record du meeting (meet record)
- NR : Record national (national record)
- OR : Record olympique (olympic record)
- PR : Record paralympique (paralympic record)
- PB : Record personnel (personal best)
- SB : Meilleure performance personnelle de la saison (season's best)
- WL : Meilleure performance mondiale de l'année (world leader)
- WJR : Record du monde junior (world junior record)
- WR : Record du monde (world record)

Circonstances et Conditions
- DNF : N'a pas terminé (did not finish)
- DNS : N'a pas pris le départ (did not start)
- DQ : Disqualification (disqualification)
- NM : Aucun essai valable enregistré (No Mark)
- Q : Qualifié « directement » au prochain tour (ou à la prochaine compétition), lors d'une compétition majeure, grâce au classement ou à la réalisation des minima (automatic qualifier)
- q : Qualifié au prochain tour (ou à la prochaine compétition), lors d'une compétition majeure, grâce au repêchage ou à la réalisation de l'une des meilleures performances parmi celles des « non qualifiés directement » (grâce au meilleur temps ou à la meilleure distance par exemple) (secondary qualifier)